# Captain Nell
Captain Nell è un cortometraggio muto del 1911 diretto da Edwin S. Porter. Prodotto dall'Edison Company, il film fu interpretato da Miriam Nesbitt, Charles Ogle, William West e Guy Coombs.

## Produzione
Il film fu prodotto dalla Edison Company.

## Distribuzione
Distribuito dalla General Film Company, il film - un cortometraggio in una bobina - uscì nelle sale cinematografiche degli Stati Uniti il 23 maggio 1911.